# Torneo de Roland Garros 2017
El Torneo de Roland Garros 2017 (también conocido como Abierto de Francia) fue un torneo de tenis que se llevó a cabo sobre las pistas de tierra batida del Stade Roland Garros, París, Francia. Esta fue la 116.ª edición del Torneo de Roland Garros y el segundo torneo de Grand Slam de 2017.

## Puntos y premios

### Distribución de puntos

#### Profesionales
| Evento                 | G    | F    | SF  | CF  | R16 | R32 | R64 | R128 | C  | C3 | C2 | C1 |
| Individuales masculino | 2000 | 1200 | 720 | 360 | 180 | 90  | 45  | 10   | 25 | 16 | 8  | 0  |
| Dobles masculino       | 2000 | 1200 | 720 | 360 | 180 | 90  | 0   | —    | —  | —  | —  | —  |
| Individuales femenino  | 2000 | 1300 | 780 | 430 | 240 | 130 | 70  | 10   | 40 | 30 | 20 | 2  |
| Dobles femenino        | 2000 | 1300 | 780 | 430 | 240 | 130 | 10  | —    | —  | —  | —  | —  |

| Evento             | G   | F   | SF/3.ª | CF/4.ª |
| Individuales       | 800 | 500 | 375    | 100    |
| Dobles             | 800 | 500 | 100    | —      |
| Quad* Individuales | 800 | 500 | 100    | —      |
| Quad* Dobles       | 800 | 100 | —      | —      |

| Evento                 | G   | F   | SF  | CF  | R16 | R32 | C  | C3 |
| Individuales masculino | 375 | 270 | 180 | 120 | 75  | 30  | 25 | 20 |
| Individuales femenino  | 375 | 270 | 180 | 120 | 75  | 30  | 25 | 20 |
| Dobles masculino       | 270 | 180 | 120 | 75  | 45  | —   | —  | —  |
| Dobles femenino        | 270 | 180 | 120 | 75  | 45  | —   | —  | —  |

### Premios en efectivo
| Evento                          | G          | F          | SF       | CF       | R16      | R32      | R64     | R128    | C3      | C2     | C1     |
| Individuales                    | €2,100,000 | €1,000,000 | €500,000 | €300,000 | €175,000 | €120,000 | €60,000 | €35,000 | €14,000 | €7,000 | €3,500 |
| Dobles*                         | €660,000   | €330,000   | €165,000 | €90,000  | €45,000  | €22,500  | €12,000 | —       | —       | —      | —      |
| Dobles Mixtos*                  | €140,000   | €70,500    | €37,750  | €17,000  | €8,500   | €4,500   | —       | —       | —       | —      | —      |
| Individuales en Silla de Ruedas | €35,000    | €17,500    | €8,500   | €4,500   | —        | —        | —       | —       | —       | —      | —      |
| Dobles en Silla de Ruedas*      | €10,000    | €5,000     | €3,000   | —        | —        | —        | —       | —       | —       | —      | —      |

* Por equipo

## Actuación de los jugadores en el torneo

### Individual masculino
| Campeón                        | Campeón                 | Finalista                | Finalista               |
| ------------------------------ | ----------------------- | ------------------------ | ----------------------- |
| Rafael Nadal                   | Rafael Nadal            | Stan Wawrinka            | Stan Wawrinka           |
| Eliminados en semifinales      |                         |                          |                         |
| Andy Murray [1]                | Andy Murray [1]         | Dominic Thiem [6]        | Dominic Thiem [6]       |
| Eliminados en cuarto de final  |                         |                          |                         |
| Kei Nishikori [8]              | Marin Čilić [7]         | Pablo Carreño Busta [20] | Novak Djokovic [2]      |
| Eliminados en la Cuarta ronda  |                         |                          |                         |
| Karen Jachanov                 | Fernando Verdasco       | Gaël Monfils [15]        | Kevin Anderson          |
| Milos Raonic [5]               | Roberto Bautista [17]   | Horacio Zeballos         | Albert Ramos [19]       |
| Eliminados en la Tercera ronda |                         |                          |                         |
| Juan Martín Del Potro [29]     | John Isner [21]         | Pablo Cuevas [22]        | Chung Hyeon             |
| Fabio Fognini [28]             | Richard Gasquet [24]    | Kyle Edmund              | Feliciano López         |
| Guillermo García López         | Grigor Dimitrov [11]    | Jiří Veselý              | Nikoloz Basilashvili    |
| Steve Johnson [25]             | David Goffin [10]       | Lucas Pouille [16]       | Diego Schwartzman       |
| Eliminados en la Segunda ronda |                         |                          |                         |
| Martin Kližan                  | Nicolás Almagro         | Paolo Lorenzi            | Tomáš Berdych [13]      |
| Pierre-Hugues Herbert          | Nicolás Kicker          | Denis Istomin            | Jérémy Chardy           |
| Alexandr Dolgopolov            | Andreas Seppi           | Víctor Estrella          | Thiago Monteiro         |
| Renzo Olivo                    | Nick Kyrgios [18]       | David Ferrer [30]        | Konstantin Kravchuk     |
| Rogério Dutra Silva            | Marco Trungelliti [Q]   | Taro Daniel [Q]          | Tommy Robredo (PR)      |
| Aljaž Bedene                   | Mijaíl Kukushkin        | Viktor Troicki           | Robin Haase             |
| Simone Bolelli [Q]             | Borna Ćorić             | Ivo Karlović [23]        | Sergiy Stakhovsky [Q]   |
| Thomaz Bellucci                | Benjamin Bonzi [WC]     | Stefano Napolitano [Q]   | João Sousa              |
| Eliminados en la Primera ronda |                         |                          |                         |
| Andrey Kuznetsov               | Laurent Lokoli [WC]     | Marcos Baghdatis         | Guido Pella [Q]         |
| Jordan Thompson                | Ričardas Berankis [PR]  | Nicolás Jarry [Q]        | Jan-Lennard Struff      |
| Alexander Zverev [9]           | Jared Donaldson         | Damir Džumhur            | Maxime Hamou [Q]        |
| Sam Querrey [27]               | Ernesto Escobedo        | Radu Albot               | Thanasi Kokkinakis [PR] |
| Jozef Kovalík [Q]              | Carlos Berlocq          | Santiago Giraldo [Q]     | Frances Tiafoe          |
| Arthur De Greef [Q]            | Teimuraz Gabashvili [Q] | Alexandre Müller [WC]    | Dustin Brown            |
| Jo-Wilfried Tsonga [12]        | Gastão Elias            | Malek Jaziri             | Philipp Kohlschreiber   |
| Donald Young                   | Bjorn Fratangelo [Q]    | Federico Delbonis        | Ernests Gulbis [PR]     |
| Steve Darcis                   | Mijaíl Yuzhny           | Quentin Halys [WC]       | Gilles Müller [26]      |
| Florian Mayer                  | Jerzy Janowicz [PR]     | Dan Evans                | Stéphane Robert         |
| Jack Sock [14]                 | Ryan Harrison           | Tennys Sandgren [WC]     | John Millman [PR]       |
| Gilles Simon [31]              | Yevgueni Donskoi        | Álex de Miñaur [WC]      | Benoît Paire            |
| Bernard Tomic                  | Nicolas Mahut           | Mathias Bourgue [WC]     | Yūichi Sugita           |
| Stefanos Tsitsipas [Q]         | Adrian Mannarino        | Lu Yen-hsun              | Paul-Henri Mathieu [Q]  |
| Julien Benneteau [WC]          | Dušan Lajović           | Daniil Medvedev          | Marius Copil [Q]        |
| Mischa Zverev [32]             | Andréi Rubliov [LL]     | Janko Tipsarević         | Marcel Granollers       |

### Individual femenino
| Campeona                       | Campeona                     | Finalista               | Finalista               |
| ------------------------------ | ---------------------------- | ----------------------- | ----------------------- |
| Jeļena Ostapenko               | Jeļena Ostapenko             | Simona Halep            | Simona Halep            |
| Eliminadas en semifinales      |                              |                         |                         |
| Timea Bacsinszky               | Timea Bacsinszky             | Karolína Plíšková       | Karolína Plíšková       |
| Eliminadas en cuarto de final  |                              |                         |                         |
| Caroline Wozniacki [11]        | Kristina Mladenovic [13]     | Elina Svitolina [5]     | Caroline Garcia [28]    |
| Eliminadas en la Cuarta ronda  |                              |                         |                         |
| Samantha Stosur [23]           | Svetlana Kuznetsova [8]      | Garbiñe Muguruza [4]    | Venus Williams [10]     |
| Carla Suárez Navarro [21]      | Petra Martić [Q]             | Alizé Cornet            | Verónica Cepede Royg    |
| Eliminadas en la Tercera ronda |                              |                         |                         |
| Lesia Tsurenko                 | Bethanie Mattek-Sands [Q]    | Catherine Bellis        | Zhang Shuai [32]        |
| Yulia Putintseva [27]          | Shelby Rogers                | Elise Mertens           | Ons Jabeur [LL]         |
| Magda Linette                  | Anastasija Sevastova [17]    | Yelena Vesnina [14]     | Daria Kasatkina [26]    |
| Hsieh Su-wei                   | Agnieszka Radwańska [9]      | Mariana Duque Mariño    | Carina Witthöft         |
| Eliminadas en la Segunda ronda |                              |                         |                         |
| Yekaterina Makarova            | Mónica Puig                  | Kirsten Flipkens        | Petra Kvitová [15]      |
| Françoise Abanda [Q]           | Kiki Bertens [18]            | Aliaksandra Sasnovich   | Océane Dodin            |
| Anett Kontaveit                | Johanna Larsson              | Çağla Büyükakçay        | Sara Errani [Q]         |
| Kurumi Nara                    | Richèl Hogenkamp [Q]         | Madison Brengle         | Dominika Cibulková [6]  |
| Tsvetana Pironkova             | Ana Konjuh [29]              | Eugenie Bouchard        | Madison Keys [12]       |
| Varvara Lepchenko              | Sorana Cîrstea               | Markéta Vondroušová [Q] | Tatjana Maria           |
| Taylor Townsend                | Chloé Paquet [WC]            | Barbora Strýcová [20]   | Alison Van Uytvanck [Q] |
| Anastasiya Pavliuchenkova [16] | Magdaléna Rybáriková [PR]    | Pauline Parmentier      | Ekaterina Alexandrova   |
| Eliminadas en la Primera ronda |                              |                         |                         |
| Angelique Kerber [1]           | Kateryna Kozlova [Q]         | Louisa Chirico          | Roberta Vinci [31]      |
| Kristína Kučová                | Mandy Minella                | Evgeniya Rodina         | Julia Boserup           |
| Jaimee Fourlis [WC]            | Tessah Andrianjafitrimo [WC] | Quirine Lemoine [Q]     | Ajla Tomljanović [PR]   |
| Donna Vekić                    | Viktorija Golubic            | Camila Giorgi           | Christina McHale        |
| Francesca Schiavone            | Monica Niculescu             | Natalia Vikhlyantseva   | Myrtille Georges [WC]   |
| Mirjana Lučić-Baroni [22]      | Marina Erakovic              | Misaki Doi              | Jennifer Brady          |
| Wang Qiang                     | Amanda Anisimova [WC]        | Jelena Janković         | Daria Gavrilova [24]    |
| Sara Sorribes                  | Julia Görges                 | Ana Bogdan [Q]          | Lara Arruabarrena       |
| Yaroslava Shvedova             | Mona Barthel                 | Alizé Lim [WC]          | Danka Kovinić           |
| Annika Beck                    | Risa Ozaki                   | Kateryna Bondarenko     | Ashleigh Barty          |
| Beatriz Haddad Maia [Q]        | Andrea Petkovic              | Peng Shuai              | Maria Sakkari           |
| Yanina Wickmayer               | Amandine Hesse (WC)          | Duan Yingying           | Jana Čepelová           |
| Johanna Konta [7]              | Miyu Kato [Q]                | Kristýna Plíšková       | Nao Hibino              |
| Alison Riske                   | Tímea Babos                  | Naomi Osaka             | Fiona Ferro [WC]        |
| Patricia Maria Țig             | Lucie Šafářová               | Irina-Camelia Begu      | Coco Vandeweghe [19]    |
| Lauren Davis [25]              | Irina Khromacheva            | Kateřina Siniaková      | Zheng Saisai            |

## Resumen del torneo

### Día 1 (28 de mayo)
- Orden de juego

- Cabezas de serie eliminados:
  - Individuales masculino:  Gilles Müller [26]
  - Individuales femenino:  Angelique Kerber [1],  Mirjana Lučić-Baroni [22],  Roberta Vinci [31]

| Partidos en canchas principales                      | Partidos en canchas principales          | Partidos en canchas principales          | Partidos en canchas principales          |
| Partidos en el Estadio Philippe Chatrier             | Partidos en el Estadio Philippe Chatrier | Partidos en el Estadio Philippe Chatrier | Partidos en el Estadio Philippe Chatrier |
| Modalidad                                            | Ganadores                                | Perdedores                               | Resultado                                |
| ---------------------------------------------------- | ---------------------------------------- | ---------------------------------------- | ---------------------------------------- |
| Individuales femenino - Primera ronda                | Petra Kvitová [15]                       | Julia Boserup                            | 6–3, 6–2                                 |
| Individuales femenino - Primera ronda                | Yekaterina Makarova                      | Angelique Kerber [1]                     | 6–2, 6–2                                 |
| Individuales masculino - Primera ronda               | Grigor Dimitrov [11]                     | Stéphane Robert                          | 6–2, 6–3, 6–4                            |
| Individuales masculino - Primera ronda               | Lucas Pouille [16]                       | Julien Benneteau [WC]                    | 7–6(7-6), 3–6, 4–6, 6–3, 6–4             |
| Partidos en la Cancha Suzanne Lenglen (Grandstand)   |                                          |                                          |                                          |
| Modalidad                                            | Ganadores                                | Perdedores                               | Resultado                                |
| Individuales masculino - Primera ronda               | Horacio Zeballos                         | Adrian Mannarino                         | 7–5, 6–3, 6–4                            |
| Individuales femenino - Primera ronda                | Svetlana Kuznetsova [8]                  | Christina McHale                         | 7–5, 6–4                                 |
| Individuales masculino - Primera ronda               | Dominic Thiem [7]                        | Bernard Tomic                            | 6–4, 6–0, 6–2                            |
| Individuales femenino - Primera ronda                | Venus Williams [10]                      | Wang Qiang                               | 6–4, 7–6(7-3)                            |
| Individuales femenino - Primera ronda                | Dominika Cibulková [6]                   | Lara Arruabarrena                        | 6–2, 6–1                                 |
| Partidos en la Cancha 1                              |                                          |                                          |                                          |
| Modalidad                                            | Ganadores                                | Perdedores                               | Resultado                                |
| Individuales masculino - Primera ronda               | Guillermo García López                   | Gilles Müller [26]                       | 7–6(7-4), 6–7(2-7), 6–2, 6–2             |
| Individuales masculino - Primera ronda               | Marco Trungelliti [Q]                    | Quentin Halys [WC]                       | 3–6, 6–7(4-7), 7–6(7-2), 6–4, 6–4        |
| Individuales femenino - Primera ronda                | Océane Dodin                             | Camila Giorgi                            | 6–3, 6–2                                 |
| Fondo de color indica un partido de la rama femenina |                                          |                                          |                                          |

### Día 2 (29 de mayo)
- Orden de juego

- Cabezas de serie eliminados:
  - Individuales masculino:  Jack Sock [14],  Gilles Simon [31],  Mischa Zverev [32]
  - Individuales femenino:  Coco Vandeweghe [19],  Daria Gavrilova [24],  Lauren Davis [25]

| Partidos en canchas principales                      | Partidos en canchas principales            | Partidos en canchas principales            | Partidos en canchas principales          |
| Partidos en el Estadio Philippe Chatrier             | Partidos en el Estadio Philippe Chatrier   | Partidos en el Estadio Philippe Chatrier   | Partidos en el Estadio Philippe Chatrier |
| Modalidad                                            | Ganadores                                  | Perdedores                                 | Resultado                                |
| ---------------------------------------------------- | ------------------------------------------ | ------------------------------------------ | ---------------------------------------- |
| Individuales femenino - Primera ronda                | Garbiñe Muguruza [4]                       | Francesca Schiavone                        | 6–2, 6–4                                 |
| Individuales masculino - Primera ronda               | Novak Djokovic [2]                         | Marcel Granollers                          | 6–3, 6–4, 6–2                            |
| Individuales femenino - Primera ronda                | Kristina Mladenovic [13]                   | Jennifer Brady                             | 3–6, 6–3, 9–7                            |
| Individuales masculino - Primera ronda               | Alexander Zverev [9] vs. Fernando Verdasco | Alexander Zverev [9] vs. Fernando Verdasco | 4–6, 6–3, suspendido                     |
| Partidos en la Cancha Suzanne Lenglen (Grandstand)   |                                            |                                            |                                          |
| Modalidad                                            | Ganadores                                  | Perdedores                                 | Resultado                                |
| Individuales femenino - Primera ronda                | Caroline Wozniacki [11]                    | Jaimee Fourlis [WC]                        | 6–4, 3–6, 6–2                            |
| Individuales masculino - Primera ronda               | Rafael Nadal [4]                           | Benoît Paire                               | 6–1, 6–4, 6–1                            |
| Individuales femenino - Primera ronda                | Karolína Plíšková [2]                      | Zheng Saisai                               | 7–5, 6–2                                 |
| Individuales masculino - Primera ronda               | Richard Gasquet [24]                       | Arthur De Greef [Q]                        | 6–2, 3–6, 6–1, 6–3                       |
| Partidos en la Cancha 1                              |                                            |                                            |                                          |
| Modalidad                                            | Ganadores                                  | Perdedores                                 | Resultado                                |
| Individuales masculino - Primera ronda               | Nikoloz Basilashvili                       | Gilles Simon [31]                          | 1–6, 6–2, 6–4, 6–1                       |
| Individuales masculino - Primera ronda               | David Goffin [10]                          | Paul-Henri Mathieu [Q]                     | 6–2, 6–2, 6–2                            |
| Individuales femenino - Primera ronda                | Samantha Stosur [23]                       | Kristína Kučová                            | 7–5, 6–1                                 |
| Individuales femenino - Primera ronda                | Pauline Parmentier                         | Irina Khromacheva                          | 6–3, 6–0                                 |
| Fondo de color indica un partido de la rama femenina |                                            |                                            |                                          |

### Día 3 (30 de mayo)
- Orden de juego

- Cabezas de serie eliminados:
  - Individuales masculino:  Alexander Zverev [9],  Sam Querrey [27]
  - Individuales femenino:  Johanna Konta [7]
  - Dobles masculino:  Henri Kontinen /  John Peers [1],  Feliciano López /  Marc López [6],  Fabrice Martin /  Daniel Nestor [14]

| Partidos en canchas principales                      | Partidos en canchas principales          | Partidos en canchas principales          | Partidos en canchas principales          |
| Partidos en el Estadio Philippe Chatrier             | Partidos en el Estadio Philippe Chatrier | Partidos en el Estadio Philippe Chatrier | Partidos en el Estadio Philippe Chatrier |
| Modalidad                                            | Ganadores                                | Perdedores                               | Resultado                                |
| ---------------------------------------------------- | ---------------------------------------- | ---------------------------------------- | ---------------------------------------- |
| Individuales femenino - Primera ronda                | Hsieh Su-wei                             | Johanna Konta [7]                        | 1–6, 7–6(7-2), 6–4                       |
| Individuales masculino - Primera ronda               | Fernando Verdasco                        | Alexander Zverev [9]                     | 6–4, 3–6, 6–4, 6–2 continuación          |
| Individuales masculino - Primera ronda               | Andy Murray [1]                          | Andrey Kuznetsov                         | 6–4, 4–6, 6–2, 6–0                       |
| Individuales masculino - Primera ronda               | Jo-Wilfried Tsonga [12] vs. Renzo Olivo  | Jo-Wilfried Tsonga [12] vs. Renzo Olivo  | 5–7, 4–6, 7–6(8-6), 4–5 suspendido       |
| Partidos en la Cancha Suzanne Lenglen (Grandstand)   |                                          |                                          |                                          |
| Modalidad                                            | Ganadores                                | Perdedores                               | Resultado                                |
| Individuales femenino - Primera ronda                | Elina Svitolina [5]                      | Yaroslava Shvedova                       | 6–4, 6–3                                 |
| Individuales masculino - Primera ronda               | Stan Wawrinka [3]                        | Jozef Kovalík [Q]                        | 6–2, 7–6(8-6), 6–3                       |
| Individuales femenino - Primera ronda                | Caroline Garcia [28]                     | Nao Hibino                               | 6–2, 6–2                                 |
| Individuales masculino - Primera ronda               | Gaël Monfils [15]                        | Dustin Brown                             | 6–4, 7–5, 6–0                            |
| Individuales femenino - Primera ronda                | Simona Halep [3]                         | Jana Čepelová                            | 6–2, 6–3                                 |
| Partidos en la Cancha 1                              |                                          |                                          |                                          |
| Modalidad                                            | Ganadores                                | Perdedores                               | Resultado                                |
| Individuales femenino - Primera ronda                | Alizé Cornet                             | Tímea Babos                              | 6–2, 6–7(5-7), 6–2                       |
| Individuales masculino - Primera ronda               | Kei Nishikori [8]                        | Thanasi Kokkinakis [PR]                  | 4–6, 6–1, 6–4, 6–4                       |
| Individuales masculino - Primera ronda               | Tomáš Berdych [13]                       | Jan-Lennard Struff                       | 6–1, 6–1, 4–6, 6–4                       |
| Fondo de color indica un partido de la rama femenina |                                          |                                          |                                          |

### Día 4 (31 de mayo)
- Orden de juego

- Cabezas de serie eliminados:
  - Individuales masculino:  Jo-Wilfried Tsonga [12],  Ivo Karlović [23]
  - Individuales femenino:  Dominika Cibulková [6],  Petra Kvitová [15],  Kiki Bertens [18]
  - Dobles masculino:  Pierre-Hugues Herbert /  Nicolas Mahut [2],  Florin Mergea /  Aisam-Ul-Haq Qureshi [13]
  - Dobles femenino:  Sania Mirza /  Yaroslava Shvédova [4],  Anna-Lena Grönefeld /  Květa Peschke [11]
  - Dobles mixto:  Yung-Jan Chan /  John Peers [1]

| Partidos en canchas principales                      | Partidos en canchas principales          | Partidos en canchas principales          | Partidos en canchas principales          |
| Partidos en el Estadio Philippe Chatrier             | Partidos en el Estadio Philippe Chatrier | Partidos en el Estadio Philippe Chatrier | Partidos en el Estadio Philippe Chatrier |
| Modalidad                                            | Ganadores                                | Perdedores                               | Resultado                                |
| ---------------------------------------------------- | ---------------------------------------- | ---------------------------------------- | ---------------------------------------- |
| Individuales femenino - Segunda ronda                | Venus Williams [10]                      | Kurumi Nara                              | 6–3, 6–1                                 |
| Individuales masculino - Primera ronda               | Renzo Olivo                              | Jo-Wilfried Tsonga [12]                  | 7–5, 6–4, 6–7(6-8), 6–4 continuación     |
| Individuales femenino - Segunda ronda                | Garbiñe Muguruza [4]                     | Anett Kontaveit                          | 6–7(4-7), 6–4, 6–2                       |
| Individuales masculino - Segunda ronda               | Rafael Nadal [4]                         | Robin Haase                              | 6–1, 6–4, 6–3                            |
| Individuales masculino - Segunda ronda               | Lucas Pouille [16]                       | Thomaz Bellucci                          | 7–6(7-5), 6–1, 6–2                       |
| Partidos en la Cancha Suzanne Lenglen (Grandstand)   |                                          |                                          |                                          |
| Modalidad                                            | Ganadores                                | Perdedores                               | Resultado                                |
| Individuales masculino - Segunda ronda               | Dominic Thiem [6]                        | Simone Bolelli [Q]                       | 7–5, 6–1, 6–3                            |
| Individuales masculino - Segunda ronda               | Novak Djokovic [2]                       | João Sousa                               | 6–1, 6–4, 6–3                            |
| Individuales femenino - Segunda ronda                | Kristina Mladenovic [13]                 | Sara Errani [Q]                          | 6–2, 6–3                                 |
| Individuales femenino - Segunda ronda                | Ons Jabeur [LL]                          | Dominika Cibulková [6]                   | 6–4, 6–3                                 |
| Partidos en la Cancha 1                              |                                          |                                          |                                          |
| Modalidad                                            | Ganadores                                | Perdedores                               | Resultado                                |
| Individuales femenino - Segunda ronda                | Bethanie Mattek-Sands [Q]                | Petra Kvitová [15]                       | 7–6(7-5), 7–6(7-5)                       |
| Individuales masculino - Segunda ronda               | Grigor Dimitrov [11]                     | Tommy Robredo [PR]                       | 6–3, 6–4, 7–5                            |
| Individuales masculino - Segunda ronda               | Milos Raonic [5]                         | Rogério Dutra da Silva                   | 4–6, 6–2, 6–3, 6–4                       |
| Individuales femenino - Segunda ronda                | Svetlana Kuznetsova [8]                  | Océane Dodin                             | 7–6(7-5), 5–7, 6–3                       |
| Fondo de color indica un partido de la rama femenina |                                          |                                          |                                          |

### Día 5 (1 de junio)
- Orden de juego

- Cabezas de serie eliminados:
  - Individuales masculino:  Tomáš Berdych [13],  Nick Kyrgios [18],  David Ferrer [30]
  - Individuales femenino:  Madison Keys [12],  Anastasiya Pavliuchenkova [16],  Barbora Strýcová [20],  Ana Konjuh [29]
  - Dobles masculino:  Raven Klaasen /  Rajeev Ram [8],  Pablo Carreño /  Guillermo García López [10],  Marcin Matkowski /  Édouard Roger-Vasselin [12],  Oliver Marach /  Mate Pavić [15]
  - Dobles femenino:  Raquel Atawo /  Jeļena Ostapenko [10]

| Partidos en canchas principales                      | Partidos en canchas principales          | Partidos en canchas principales          | Partidos en canchas principales          |
| Partidos en el Estadio Philippe Chatrier             | Partidos en el Estadio Philippe Chatrier | Partidos en el Estadio Philippe Chatrier | Partidos en el Estadio Philippe Chatrier |
| Modalidad                                            | Ganadores                                | Perdedores                               | Resultado                                |
| ---------------------------------------------------- | ---------------------------------------- | ---------------------------------------- | ---------------------------------------- |
| Individuales femenino - Segunda ronda                | Alizé Cornet                             | Barbora Strýcová [20]                    | 6–4, 6–1                                 |
| Individuales masculino - Segunda ronda               | Stan Wawrinka [3]                        | Alexandr Dolgopolov                      | 6–4, 7–6(7-5), 7–5                       |
| Individuales masculino - Segunda ronda               | Gaël Monfils [15]                        | Thiago Monteiro                          | 6–1, 6–4, 6–1                            |
| Individuales femenino - Segunda ronda                | Karolína Plíšková [2]                    | Ekaterina Alexandrova                    | 6–2, 4–6, 6–3                            |
| Partidos en la Cancha Suzanne Lenglen (Grandstand)   |                                          |                                          |                                          |
| Modalidad                                            | Ganadores                                | Perdedores                               | Resultado                                |
| Individuales femenino - Segunda ronda                | Agnieszka Radwańska [9]                  | Alison Van Uytvanck [Q]                  | 6–7(3-7), 6–2, 6–3                       |
| Individuales masculino - Segunda ronda               | Andy Murray [1]                          | Martin Kližan                            | 6–7(3-7), 6–2, 6–2, 7–6(7-3)             |
| Individuales femenino - Segunda ronda                | Simona Halep [3]                         | Tatjana Maria                            | 6–4, 6–3                                 |
| Individuales masculino - Segunda ronda               | Richard Gasquet [24]                     | Víctor Estrella                          | 6–1, 6–0, 6–4                            |
| Partidos en la Cancha 1                              |                                          |                                          |                                          |
| Modalidad                                            | Ganadores                                | Perdedores                               | Resultado                                |
| Individuales masculino - Segunda ronda               | Marin Čilić [7]                          | Konstantin Kravchuk                      | 6–3, 6–2, 6–2                            |
| Individuales masculino - Segunda ronda               | Kei Nishikori [8]                        | Jérémy Chardy                            | 6–3, 6–0, 7–6(7-5)                       |
| Individuales femenino - Segunda ronda                | Caroline Garcia [28]                     | Chloé Paquet [WC]                        | 7–5, 6–4                                 |
| Individuales femenino - Segunda ronda                | Carina Witthöft                          | Pauline Parmentier                       | 6–4, 7–6(7-5)                            |
| Fondo de color indica un partido de la rama femenina |                                          |                                          |                                          |

### Día 6 (2 de junio)
- Orden de juego

- Cabezas de serie eliminados:
  - Individuales masculino:  David Goffin [10],  Grigor Dimitrov [11],  Lucas Pouille [16],  Steve Johnson [25]
  - Individuales femenino:  Yulia Putintseva [27],  Zhang Shuai [32]
  - Dobles masculino:  Bob Bryan /  Mike Bryan [3],  Łukasz Kubot /  Marcelo Melo [4]
  - Dobles femenino:  Tímea Babos /  Andrea Hlaváčková [5],  Darija Jurak /  Anastasia Rodionova [17]
  - Dobles mixto:  Jeļena Ostapenko /  Bruno Soares [8]

| Partidos en canchas principales                      | Partidos en canchas principales          | Partidos en canchas principales          | Partidos en canchas principales          |
| Partidos en el Estadio Philippe Chatrier             | Partidos en el Estadio Philippe Chatrier | Partidos en el Estadio Philippe Chatrier | Partidos en el Estadio Philippe Chatrier |
| Modalidad                                            | Ganadores                                | Perdedores                               | Resultado                                |
| ---------------------------------------------------- | ---------------------------------------- | ---------------------------------------- | ---------------------------------------- |
| Individuales femenino - Tercera ronda                | Garbiñe Muguruza [4]                     | Yulia Putintseva [27]                    | 7–5, 6–2                                 |
| Individuales masculino - Tercera ronda               | Rafael Nadal [4]                         | Nikoloz Basilashvili                     | 6–0, 6–1, 6–0                            |
| Individuales masculino - Tercera ronda               | Novak Djokovic [2]                       | Diego Schwartzman                        | 5–7, 6–3, 3–6, 6–1, 6–1                  |
| Individuales femenino - Tercera ronda                | Venus Williams [10]                      | Elise Mertens                            | 6–3, 6–1                                 |
| Partidos en la Cancha Suzanne Lenglen (Grandstand)   |                                          |                                          |                                          |
| Modalidad                                            | Ganadores                                | Perdedores                               | Resultado                                |
| Individuales masculino - Tercera ronda               | Horacio Zeballos                         | David Goffin [10]                        | 4–5, se retiró                           |
| Individuales femenino - Tercera ronda                | Kristina Mladenovic [13]                 | Shelby Rogers                            | 7–5, 4–6, 8–6                            |
| Individuales masculino - Tercera ronda               | Albert Ramos [19]                        | Lucas Pouille [16]                       | 6–2, 3–6, 5–7, 6–2, 6–1                  |
| Partidos en la Cancha 1                              |                                          |                                          |                                          |
| Modalidad                                            | Ganadores                                | Perdedores                               | Resultado                                |
| Individuales masculino - Tercera ronda               | Pablo Carreño [20]                       | Grigor Dimitrov [11]                     | 7–5, 6–3, 6–4                            |
| Individuales masculino - Tercera ronda               | Dominic Thiem [6]                        | Steve Johnson [25]                       | 6–1, 7–6(7-4), 6–3                       |
| Individuales femenino - Tercera ronda                | Svetlana Kuznetsova [8]                  | Zhang Shuai [32]                         | 7–6(7-5), 4–6, 7–5                       |
| Fondo de color indica un partido de la rama femenina |                                          |                                          |                                          |

### Día 7 (3 de junio)
- Orden de juego

- Cabezas de serie eliminados:
  - Individuales masculino:  Pablo Cuevas [22],  Fabio Fognini [28],  Juan Martín del Potro [29]
  - Individuales femenino:  Agnieszka Radwańska [9],  Yelena Vesnina [14],  Daria Kasatkina [26]
  - Dobles masculino:  Jean-Julien Rojer /  Horia Tecău [11]
  - Dobles femenino:  Abigail Spears /  Katarina Srebotnik [8],  Eri Hozumi /  Miyu Kato [18]
  - Dobles mixto:  Yaroslava Shvedova /  Alexander Peya [5]

| Partidos en canchas principales                      | Partidos en canchas principales                | Partidos en canchas principales                | Partidos en canchas principales          |
| Partidos en el Estadio Philippe Chatrier             | Partidos en el Estadio Philippe Chatrier       | Partidos en el Estadio Philippe Chatrier       | Partidos en el Estadio Philippe Chatrier |
| Modalidad                                            | Ganadores                                      | Perdedores                                     | Resultado                                |
| ---------------------------------------------------- | ---------------------------------------------- | ---------------------------------------------- | ---------------------------------------- |
| Individuales femenino - Tercera ronda                | Alizé Cornet                                   | Agnieszka Radwańska [9]                        | 6–2, 6–1                                 |
| Individuales masculino - Tercera ronda               | Andy Murray [1]                                | Juan Martín del Potro [29]                     | 7–6(10–8), 7–5, 6–0                      |
| Individuales masculino - Tercera ronda               | Richard Gasquet [24] vs. Gaël Monfils [15]     | Richard Gasquet [24] vs. Gaël Monfils [15]     | 5–6 suspendido                           |
| Partidos en la Cancha Suzanne Lenglen (Grandstand)   |                                                |                                                |                                          |
| Modalidad                                            | Ganadores                                      | Perdedores                                     | Resultado                                |
| Individuales masculino - Tercera ronda               | Marin Čilić [7]                                | Feliciano López                                | 6–1, 6–3, 6–3                            |
| Individuales femenino - Tercera ronda                | Simona Halep [3]                               | Daria Kasatkina [26]                           | 6–0, 7–5                                 |
| Individuales masculino - Tercera ronda               | Stan Wawrinka [3]                              | Fabio Fognini [28]                             | 7–6(7–2), 6–0, 6–2                       |
| Individuales femenino - Tercera ronda                | Anastasija Sevastova [17] vs. Petra Martić [Q] | Anastasija Sevastova [17] vs. Petra Martić [Q] | Cancelado                                |
| Partidos en la Cancha 1                              |                                                |                                                |                                          |
| Modalidad                                            | Ganadores                                      | Perdedores                                     | Resultado                                |
| Individuales femenino - Tercera ronda                | Caroline Garcia [28]                           | Hsieh Su-wei                                   | 6–4, 4–6, 9–7                            |
| Individuales masculino - Tercera ronda               | Chung Hyeon vs. Kei Nishikori [8]              | Chung Hyeon vs. Kei Nishikori [8]              | 5–7, 4–6, 7–6(7–4), 3–0 suspendido       |
| Individuales femenino - Tercera ronda                | Carina Witthöft vs. Karolína Plíšková [2]      | Carina Witthöft vs. Karolína Plíšková [2]      | Cancelado                                |
| Fondo de color indica un partido de la rama femenina |                                                |                                                |                                          |

### Día 8 (4 de junio)
- Orden de juego

- Cabezas de serie eliminados:
  - Individuales masculino:  Milos Raonic [5],  Roberto Bautista [17],  Albert Ramos [19],   John Isner [21],  Richard Gasquet [24]
  - Individuales femenino:  Garbiñe Muguruza [4],  Svetlana Kuznetsova [8],  Venus Williams [10],  Anastasija Sevastova [17],  Samantha Stosur [23]
  - Dobles masculino:  Rohan Bopanna /  Pablo Cuevas [9]
  - Dobles femenino:  Gabriela Dabrowski /  Xu Yifan [9],  Kiki Bertens /  Johanna Larsson [13]
  - Dobles mixto:  Katarina Srebotnik /  Raven Klaasen [4],  Chan Hao-ching /  Jean-Julien Rojer [6]

| Partidos en canchas principales                      | Partidos en canchas principales                  | Partidos en canchas principales              | Partidos en canchas principales          |
| Partidos en el Estadio Philippe Chatrier             | Partidos en el Estadio Philippe Chatrier         | Partidos en el Estadio Philippe Chatrier     | Partidos en el Estadio Philippe Chatrier |
| Modalidad                                            | Ganadores                                        | Perdedores                                   | Resultado                                |
| ---------------------------------------------------- | ------------------------------------------------ | -------------------------------------------- | ---------------------------------------- |
| Individuales femenino - Cuarta ronda                 | Caroline Wozniacki [11]                          | Svetlana Kuznetsova [8]                      | 6–1, 4–6, 6–2                            |
| Individuales masculino - Tercera ronda               | Gaël Monfils [15]                                | Richard Gasquet [24]                         | 7–6(7–5), 5–7, 4–3, retirado             |
| Individuales femenino - Cuarta ronda                 | Timea Bacsinszky [30]                            | Venus Williams [10]                          | 5–7, 6–2, 6–1                            |
| Individuales masculino - Cuarta ronda                | Novak Djokovic [2]                               | Albert Ramos [19]                            | 7–6(7–5), 6–1, 6–3                       |
| Partidos en la Cancha Suzanne Lenglen (Grandstand)   |                                                  |                                              |                                          |
| Modalidad                                            | Ganadores                                        | Perdedores                                   | Resultado                                |
| Individuales femenino - Tercera ronda                | Elina Svitolina [5]                              | Magda Linette                                | 6–4, 7–5                                 |
| Individuales masculino - Cuarta ronda                | Rafael Nadal [4]                                 | Roberto Bautista Agut [17]                   | 6–1, 6–2, 6–2                            |
| Individuales femenino - Cuarta ronda                 | Kristina Mladenovic [13]                         | Garbiñe Muguruza [4]                         | 6–1, 3–6, 6–3                            |
| Individuales masculino - Cuarta ronda                | Dominic Thiem [6]                                | Horacio Zeballos                             | 6–1, 6–3, 6–1                            |
| Partidos en la Cancha 1                              |                                                  |                                              |                                          |
| Modalidad                                            | Ganadores                                        | Perdedores                                   | Resultado                                |
| Individuales masculino - Tercera ronda               | Kei Nishikori [8]                                | Chung Hyeon                                  | 7–5, 6–4, 6–7(4–7), 0–6, 6–4             |
| Individuales masculino - Cuarta ronda                | Pablo Carreño [20]                               | Milos Raonic [5]                             | 4–6, 7–6(7–2), 6–7(6–8), 6–4, 8–6        |
| Dobles femenino - Tercera ronda                      | Raluca Olaru Olga Savchuk                        | Gabriela Dabrowski [9] Xu Yifan [9]          | 6–3, 3–6, 6–2                            |
| Dobles mixto - Segunda ronda                         | Andrea Hlaváčková [3] Édouard Roger-Vasselin [3] | Pauline Parmentier [WC] Mathias Bourgue [WC] | 6–2, 6–4                                 |
| Fondo de color indica un partido de la rama femenina |                                                  |                                              |                                          |

### Día 9 (5 de junio)
- Orden de juego

- Cabezas de serie eliminados:
  - Individuales masculino:  Gaël Monfils [15]
  - Individuales femenino:  Carla Suárez [21]
  - Dobles masculino:  Jamie Murray /  Bruno Soares [5]
  - Dobles femenino:  Chan Hao-ching /  Barbora Krejčíková [12],  Svetlana Kuznetsova /  Kristina Mladenovic [14],  Andreja Klepač /  María José Martínez [15]
  - Dobles mixto:  Sania Mirza /  Ivan Dodig [2]

| Partidos en canchas principales                      | Partidos en canchas principales              | Partidos en canchas principales                   | Partidos en canchas principales          |
| Partidos en el Estadio Philippe Chatrier             | Partidos en el Estadio Philippe Chatrier     | Partidos en el Estadio Philippe Chatrier          | Partidos en el Estadio Philippe Chatrier |
| Modalidad                                            | Ganadores                                    | Perdedores                                        | Resultado                                |
| ---------------------------------------------------- | -------------------------------------------- | ------------------------------------------------- | ---------------------------------------- |
| Individuales femenino - Cuarta ronda                 | Simona Halep [3]                             | Carla Suárez Navarro [21]                         | 6–1, 6–1                                 |
| Individuales masculino - Cuarta ronda                | Andy Murray [1]                              | Karen Jachanov                                    | 6–3, 6–4, 6–4                            |
| Individuales masculino - Cuarta ronda                | Stan Wawrinka [3]                            | Gaël Monfils [15]                                 | 7–5, 7–6(9–7), 6–2                       |
| Individuales femenino - Cuarta ronda                 | Caroline Garcia [28]                         | Alizé Cornet                                      | 6–2, 6–4                                 |
| Partidos en la Cancha Suzanne Lenglen (Grandstand)   |                                              |                                                   |                                          |
| Modalidad                                            | Ganadores                                    | Perdedores                                        | Resultado                                |
| Individuales femenino - Cuarta ronda                 | Elina Svitolina [5]                          | Petra Martić [Q]                                  | 4–6, 6–3, 7–5                            |
| Individuales masculino - Cuarta ronda                | Kei Nishikori [8]                            | Fernando Verdasco                                 | 0–6, 6–4, 6–4, 6–0                       |
| Individuales masculino - Cuarta ronda                | Marin Čilić [7]                              | Kevin Anderson                                    | 6–3, 3–0, retirado                       |
| Individuales femenino - Cuarta ronda                 | Karolína Plíšková [2]                        | Verónica Cepede Royg                              | 2–6, 6–3, 6–4                            |
| Partidos en la Cancha 1                              |                                              |                                                   |                                          |
| Modalidad                                            | Ganadores                                    | Perdedores                                        | Resultado                                |
| Dobles femenino - Tercera ronda                      | Ashleigh Barty Casey Dellacqua               | Daria Gavrilova Anastasiya Pavliuchenkova         | 7–6(7–2), 6–4                            |
| Dobles femenino - Tercera ronda                      | Yekaterina Makarova [2] Yelena Vesnina [2]   | Andreja Klepač [15] María José Martínez [15]      | 3–6, 6–3, 6–2                            |
| Dobles femenino - Tercera ronda                      | Bethanie Mattek-Sands [1] Lucie Šafářová [1] | Svetlana Kuznetsova [14] Kristina Mladenovic [14] | 6–4, 6–2                                 |
| Dobles masculino - Cuartos de final                  | Santiago González Donald Young               | Jamie Murray [5] Bruno Soares [5]                 | 3–6, 7–6(7–3), 7–6(7–4)                  |
| Fondo de color indica un partido de la rama femenina |                                              |                                                   |                                          |

### Día 10 (6 de junio)
- Orden de juego

- Cabezas de serie eliminados:
  - Individuales masculino:
  - Individuales femenino:  Caroline Wozniacki [11],  Kristina Mladenovic [13]
  - Dobles masculino:  Ivan Dodig /  Marcel Granollers [7]

- - Dobles femenino:
  - Dobles mixto:

| Partidos en canchas principales                      | Partidos en canchas principales                                    | Partidos en canchas principales                                    | Partidos en canchas principales          |
| Partidos en el Estadio Philippe Chatrier             | Partidos en el Estadio Philippe Chatrier                           | Partidos en el Estadio Philippe Chatrier                           | Partidos en el Estadio Philippe Chatrier |
| Modalidad                                            | Ganadores                                                          | Perdedores                                                         | Resultado                                |
| ---------------------------------------------------- | ------------------------------------------------------------------ | ------------------------------------------------------------------ | ---------------------------------------- |
| Individuales femenino - Cuartos de final             | Timea Bacsinszky [30]                                              | Kristina Mladenovic [13]                                           | 6–4, 6–4                                 |
| Individuales masculino - Cuartos de final            | Pablo Carreño [20] vs. Rafael Nadal [4]                            | Pablo Carreño [20] vs. Rafael Nadal [4]                            | Cancelado                                |
| Partidos en la Cancha Suzanne Lenglen (Grandstand)   |                                                                    |                                                                    |                                          |
| Modalidad                                            | Ganadores                                                          | Perdedores                                                         | Resultado                                |
| Individuales femenino - Cuartos de final             | Jeļena Ostapenko                                                   | Caroline Wozniacki [11]                                            | 4–6, 6–2, 6–2                            |
| Individuales masculino - Cuartos de final            | Dominic Thiem [6] vs. Novak Djokovic [2]                           | Dominic Thiem [6] vs. Novak Djokovic [2]                           | Cancelado                                |
| Partidos en la Cancha 1                              |                                                                    |                                                                    |                                          |
| Modalidad                                            | Ganadores                                                          | Perdedores                                                         | Resultado                                |
| Dobles mixto - Cuartos de final                      | Andrea Hlaváčková [3] Édouard Roger-Vasselin [3]                   | Andreja Klepač Dominic Inglot                                      | 7–6(7–3), 6–3                            |
| Dobles masculino - Cuartos de final                  | Ryan Harrison Michael Venus                                        | Ivan Dodig [7] Marcel Granollers [7]                               | 6–2, 3–6, 6–3                            |
| Dobles femenino - Cuartos de final                   | Chan Yung-jan / Martina Hingis [3] vs. Raluca Olaru / Olga Savchuk | Chan Yung-jan / Martina Hingis [3] vs. Raluca Olaru / Olga Savchuk | Cancelado                                |
| Fondo de color indica un partido de la rama femenina |                                                                    |                                                                    |                                          |

### Día 11 (7 de junio)
- Orden de juego

- Cabezas de serie eliminados:
  - Individuales masculino:  Novak Djokovic [2],  Marin Čilić [7],  Kei Nishikori [8],  Pablo Carreño [20]
  - Individuales femenino:  Elina Svitolina [5],  Caroline Garcia [28]
  - Dobles femenino:  Yekaterina Makarova /  Yelena Vesnina [2]
  - Dobles mixto:  Andrea Hlaváčková /  Édouard Roger-Vasselin [3]

| Partidos en canchas principales                      | Partidos en canchas principales              | Partidos en canchas principales                  | Partidos en canchas principales          |
| Partidos en el Estadio Philippe Chatrier             | Partidos en el Estadio Philippe Chatrier     | Partidos en el Estadio Philippe Chatrier         | Partidos en el Estadio Philippe Chatrier |
| Modalidad                                            | Ganadores                                    | Perdedores                                       | Resultado                                |
| ---------------------------------------------------- | -------------------------------------------- | ------------------------------------------------ | ---------------------------------------- |
| Individuales masculino - Cuartos de final            | Rafael Nadal [4]                             | Pablo Carreño Busta [20]                         | 6–2, 2–0, retiró                         |
| Individuales femenino - Cuartos de final             | Karolína Plíšková [2]                        | Caroline Garcia [28]                             | 7–6(7–3), 6–4                            |
| Individuales masculino - Cuartos de final            | Andy Murray [1]                              | Kei Nishikori [8]                                | 2–6, 6–1, 7–6(7–0), 6–1                  |
| Partidos en la Cancha Suzanne Lenglen (Grandstand)   |                                              |                                                  |                                          |
| Modalidad                                            | Ganadores                                    | Perdedores                                       | Resultado                                |
| Individuales masculino - Cuartos de final            | Dominic Thiem [6]                            | Novak Djokovic [2]                               | 7–6(7–5), 6–3, 6–0                       |
| Individuales femenino - Cuartos de final             | Simona Halep [3]                             | Elina Svitolina [5]                              | 3–6, 7–6(8–6), 6–0                       |
| Individuales masculino - Cuartos de final            | Stan Wawrinka [3]                            | Marin Čilić [7]                                  | 6–3, 6–3, 6–1                            |
| Partidos en la Cancha 1                              |                                              |                                                  |                                          |
| Modalidad                                            | Ganadores                                    | Perdedores                                       | Resultado                                |
| Dobles masculino - Cuartos de final                  | Fernando Verdasco Nenad Zimonjić             | Rogério Dutra Silva Paolo Lorenzi                | 7–6(7–5), 7–5                            |
| Dobles femenino - Cuartos de final                   | Bethanie Mattek-Sands [1] Lucie Šafářová [1] | Kirsten Flipkens Francesca Schiavone             | 6–2, 6–4                                 |
| Dobles mixtos - Semifinales                          | Gabriela Dabrowski [7] Rohan Bopanna [7]     | Andrea Hlaváčková [3] Édouard Roger-Vasselin [3] | 7–5, 6–3                                 |
| Dobles femenino - Cuartos de final                   | Chan Yung-jan [3] Martina Hingis [3]         | Raluca Olaru Olga Savchuk                        | 6–2, 6–1                                 |
| Fondo de color indica un partido de la rama femenina |                                              |                                                  |                                          |

### Día 12 (8 de junio)
- Orden de juego

- Cabezas de serie eliminados:
  - Individuales femenino:  Karolína Plíšková [2],  Timea Bacsinszky [30]
  - Dobles masculino:
  - Dobles mixto:

| Partidos en canchas principales                      | Partidos en canchas principales          | Partidos en canchas principales          | Partidos en canchas principales          |
| Partidos en el Estadio Philippe Chatrier             | Partidos en el Estadio Philippe Chatrier | Partidos en el Estadio Philippe Chatrier | Partidos en el Estadio Philippe Chatrier |
| Modalidad                                            | Ganadores                                | Perdedores                               | Resultado                                |
| ---------------------------------------------------- | ---------------------------------------- | ---------------------------------------- | ---------------------------------------- |
| Dobles mixto - Final                                 | Gabriela Dabrowski [7] Rohan Bopanna [7] | Anna-Lena Grönefeld Robert Farah         | 2–6, 6–2, [12–10]                        |
| Individuales femenino - Semifinales                  | Jeļena Ostapenko                         | Timea Bacsinszky [30]                    | 7-6(7-4), 3-6, 6-3                       |
| Individuales femenino - Semifinales                  | Simona Halep [3]                         | Karolína Plíšková [2]                    | 6-4, 3-6, 6-3                            |
| Partidos en la Cancha Suzanne Lenglen (Grandstand)   |                                          |                                          |                                          |
| Modalidad                                            | Ganadores                                | Perdedores                               | Resultado                                |
| Dobles masculino - Semifinales                       | Santiago González Donald Young           | Fernando Verdasco Nenad Zimonjić         | 6-7(3-7), 7-5, 6-3                       |
| Fondo de color indica un partido de la rama femenina |                                          |                                          |                                          |

### Día 13 (9 de junio)
- Orden de juego

- Cabezas de serie eliminados:
  - Individuales masculino:  Andy Murray [1],  Dominic Thiem [6]
  - Dobles masculino:  Juan Sebastián Cabal /  Robert Farah [16]
  - Dobles femenino:  Chan Yung-jan /  Martina Hingis [3],  Lucie Hradecká /  Kateřina Siniaková [6]

| Partidos en canchas principales                      | Partidos en canchas principales              | Partidos en canchas principales             | Partidos en canchas principales          |
| Partidos en el Estadio Philippe Chatrier             | Partidos en el Estadio Philippe Chatrier     | Partidos en el Estadio Philippe Chatrier    | Partidos en el Estadio Philippe Chatrier |
| Modalidad                                            | Ganadores                                    | Perdedores                                  | Resultado                                |
| ---------------------------------------------------- | -------------------------------------------- | ------------------------------------------- | ---------------------------------------- |
| Individuales masculino - Semifinales                 | Stan Wawrinka [3]                            | Andy Murray [1]                             | 6–7(6–8), 6–3, 5–7, 7–6(7–3), 6–1        |
| Individuales masculino - Semifinales                 | Rafael Nadal [4]                             | Dominic Thiem [6]                           | 6–3, 6–4, 6–0                            |
| Partidos en la Cancha Suzanne Lenglen (Grandstand)   |                                              |                                             |                                          |
| Modalidad                                            | Ganadores                                    | Perdedores                                  | Resultado                                |
| Dobles masculino - Semifinales                       | Ryan Harrison Michael Venus                  | Juan Sebastián Cabal [16] Robert Farah [16] | 4–6, 6–3, 6–4                            |
| Dobles femenino - Semifinales                        | Ashleigh Barty Casey Dellacqua               | Lucie Hradecká [6] Kateřina Siniaková [6]   | 7–5, 4–6, 6–3                            |
| Dobles femenino - Semifinales                        | Bethanie Mattek-Sands [1] Lucie Šafářová [1] | Chan Yung-jan [3] Martina Hingis [3]        | 6–4, 6–2                                 |
| Fondo de color indica un partido de la rama femenina |                                              |                                             |                                          |

### Día 14 (10 de junio)
- Orden de juego

- Cabezas de serie eliminados:
  - Individuales femenino:  Simona Halep [3]
  - Dobles masculino:  Santiago González y  Donald Young

| Partidos en canchas principales                      | Partidos en canchas principales          | Partidos en canchas principales          | Partidos en canchas principales          |
| Partidos en el Estadio Philippe Chatrier             | Partidos en el Estadio Philippe Chatrier | Partidos en el Estadio Philippe Chatrier | Partidos en el Estadio Philippe Chatrier |
| Modalidad                                            | Ganadores                                | Perdedores                               | Resultado                                |
| ---------------------------------------------------- | ---------------------------------------- | ---------------------------------------- | ---------------------------------------- |
| Individuales femenino - Final                        | Jeļena Ostapenko                         | Simona Halep [3]                         | 4-6, 6-4, 6-3                            |
| Dobles masculino - Final                             | Ryan Harrison Michael Venus              | Santiago González Donald Young           | 7-6(7-5), 6-7(4-7), 6-3                  |
| Fondo de color indica un partido de la rama femenina |                                          |                                          |                                          |

### Día 15 (11 de junio)
- Orden de juego

- Cabezas de serie eliminados:
  - Individuales masculino: Stan Wawrinka [3]
  - Dobles femenino:

| Partidos en canchas principales                      | Partidos en canchas principales          | Partidos en canchas principales          | Partidos en canchas principales          |
| Partidos en el Estadio Philippe Chatrier             | Partidos en el Estadio Philippe Chatrier | Partidos en el Estadio Philippe Chatrier | Partidos en el Estadio Philippe Chatrier |
| Modalidad                                            | Ganadores                                | Perdedores                               | Resultado                                |
| ---------------------------------------------------- | ---------------------------------------- | ---------------------------------------- | ---------------------------------------- |
| Dobles femenino - Final                              | Bethanie Mattek-Sands Lucie Šafářová [1] | Ashleigh Barty Casey Dellacqua           | 6-2, 6-1                                 |
| Individuales masculino - Final                       | Rafael Nadal [4]                         | Stan Wawrinka [3]                        | 6-2, 6-3, 6-1                            |
| Fondo de color indica un partido de la rama femenina |                                          |                                          |                                          |

## Cabezas de serie
Las siguientes tablas muestran a los cabezas de serie y los jugadores que no se presentaron en el torneo. El ranking está realizado con base en las posiciones que mantenían los jugadores a fecha del 22 de mayo de 2017 y los puntos ganados desde el 29 de mayo.

### Cuadro individual masculino
| N.º | Clasificación | Jugador               | Puntos | Puntos por defender | Puntos ganados | Nuevos puntos | Ronda hasta la que avanzó en el torneo            |
| --- | ------------- | --------------------- | ------ | ------------------- | -------------- | ------------- | ------------------------------------------------- |
| 1   | 1             | Andy Murray           | 10370  | 1200                | 720            | 9890          | Semifinal, perdió ante Stan Wawrinka [3]          |
| 2   | 2             | Novak Djokovic        | 7445   | 2000                | 360            | 5805          | Cuartos de final, perdió ante Dominic Thiem [6]   |
| 3   | 3             | Stan Wawrinka         | 5695   | 720                 | 1200           | 6175          | Final, perdió ante Rafael Nadal [4]               |
| 4   | 4             | Rafael Nadal          | 5375   | 90                  | 2000           | 7285          | Campeón, venció a Stan Wawrinka [3]               |
| 5   | 6             | Milos Raonic          | 4450   | 180                 | 180            | 4450          | Cuarta ronda, perdió ante Pablo Carreño [20]      |
| 6   | 7             | Dominic Thiem         | 4145   | 720                 | 720            | 4145          | Semifinal, perdió ante Rafael Nadal [4]           |
| 7   | 8             | Marin Čilić           | 3765   | 10                  | 360            | 4115          | Cuartos de final, perdió ante Stan Wawrinka [3]   |
| 8   | 9             | Kei Nishikori         | 3650   | 180                 | 360            | 3830          | Cuartos de final, perdió ante Andy Murray [1]     |
| 9   | 10            | Alexander Zverev      | 3150   | 90                  | 10             | 3070          | Primera ronda, perdió ante Fernando Verdasco      |
| 10  | 12            | David Goffin          | 3055   | 360                 | 90             | 2785          | Tercera ronda, se retiró ante Horacio Zeballos    |
| 11  | 13            | Grigor Dimitrov       | 2900   | 10                  | 90             | 2980          | Tercera ronda, perdió ante Pablo Carreño [20]     |
| 12  | 11            | Jo-Wilfried Tsonga    | 3120   | 90                  | 10             | 3040          | Primera ronda, perdió ante Renzo Olivo            |
| 13  | 14            | Tomáš Berdych         | 2885   | 360                 | 45             | 2570          | Segunda ronda, perdió ante Karen Jachanov         |
| 14  | 15            | Jack Sock             | 2415   | 90                  | 10             | 2335          | Primera ronda, perdió ante Jiří Veselý            |
| 15  | 16            | Gaël Monfils          | 2365   | 0                   | 180            | 2545          | Cuarta ronda, perdió ante Stan Wawrinka [3]       |
| 16  | 17            | Lucas Pouille         | 2320   | 45                  | 90             | 2365          | Tercera ronda, perdió ante Albert Ramos [19]      |
| 17  | 18            | Roberto Bautista      | 2155   | 180                 | 180            | 2155          | Cuarta ronda, perdió ante Rafael Nadal [4]        |
| 18  | 19            | Nick Kyrgios          | 2155   | 90                  | 45             | 2110          | Segunda ronda, perdió ante Kevin Anderson         |
| 19  | 20            | Albert Ramos          | 2065   | 360                 | 180            | 1885          | Cuarta ronda, perdió ante Novak Djokovic [2]      |
| 20  | 21            | Pablo Carreño         | 2045   | 45                  | 360            | 2360          | Cuartos de final, se retiró ante Rafael Nadal [4] |
| 21  | 22            | John Isner            | 2020   | 180                 | 90             | 1930          | Tercera ronda, perdió ante Karen Jachanov         |
| 22  | 23            | Pablo Cuevas          | 1865   | 90                  | 90             | 1865          | Tercera ronda, perdió ante Fernando Verdasco [Q]  |
| 23  | 24            | Ivo Karlović          | 1820   | 90+90               | 45+45          | 1730          | Segunda ronda, perdió ante Horacio Zeballos [Q]   |
| 24  | 25            | Richard Gasquet       | 1605   | 360                 | 90             | 1335          | Tercera ronda, se retiró ante Gaël Monfils [15]   |
| 25  | 26            | Steve Johnson         | 1565   | 10                  | 90             | 1645          | Tercera ronda, perdió ante Dominic Thiem [6]      |
| 26  | 27            | Gilles Müller         | 1530   | 10+150              | 10+45          | 1425          | Primera ronda, perdió ante Guillermo García López |
| 27  | 28            | Sam Querrey           | 1495   | 10+90               | 10+20          | 1425          | Primera ronda, perdió ante Chung Hyeon            |
| 28  | 29            | Fabio Fognini         | 1350   | 10                  | 90             | 1430          | Tercera ronda, perdió ante Stan Wawrinka [3]      |
| 29  | 30            | Juan Martín del Potro | 1325   | 0+90                | 90+0           | 1325          | Tercera ronda, perdió ante Andy Murray [1]        |
| 30  | 33            | David Ferrer          | 1185   | 180+45              | 45+0           | 1005          | Segunda ronda, perdió ante Feliciano López        |
| 31  | 32            | Gilles Simon          | 1200   | 90+45               | 10+20          | 1095          | Primera ronda, perdió ante Nikoloz Basilashvili   |
| 32  | 31            | Mischa Zverev         | 1311   | (20)                | 10             | 1301          | Primera ronda, perdió ante Stefano Napolitano [Q] |

#### Bajas masculinas notables
| Clas. | Jugador       | Puntos | Puntos por defender | Puntos ganados | Nuevos puntos | Motivo                 |
| ----- | ------------- | ------ | ------------------- | -------------- | ------------- | ---------------------- |
| 4     | Roger Federer | 5035   | 0+90                | 0              | 4945          | Decidió no participar. |

### Cuadro individual femenino
| N.º | Clasificación | Jugadora                  | Puntos | Puntos por defender | Puntos ganados | Nuevos puntos | Ronda hasta la que avanzó en el torneo               |
| --- | ------------- | ------------------------- | ------ | ------------------- | -------------- | ------------- | ---------------------------------------------------- |
| 1   | 1             | Angelique Kerber          | 7035   | 10                  | 10             | 7035          | Primera ronda, perdió ante Yekaterina Makarova       |
| 2   | 3             | Karolína Plíšková         | 6100   | 240                 | 780            | 6640          | Semifinales, perdió ante Simona Halep [3]            |
| 3   | 4             | Simona Halep              | 5790   | 240                 | 1300           | 6850          | Final, perdió ante Jeļena Ostapenko                  |
| 4   | 5             | Garbiñe Muguruza          | 4636   | 2000                | 240            | 2876          | Cuarta ronda, perdió ante Kristina Mladenovic [13]   |
| 5   | 6             | Elina Svitolina           | 4575   | 240                 | 430            | 4765          | Cuartos de final, perdió ante Simona Halep [3]       |
| 6   | 7             | Dominika Cibulková        | 4480   | 130                 | 70             | 4420          | Segunda ronda, perdió ante Ons Jabeur [LL]           |
| 7   | 8             | Johanna Konta             | 4330   | 10                  | 10             | 4330          | Primera ronda, perdió ante Su-Wei Hsieh              |
| 8   | 9             | Svetlana Kuznetsova       | 4310   | 240                 | 240            | 4310          | Cuarta ronda, perdió ante Caroline Wozniacki         |
| 9   | 10            | Agnieszka Radwańska       | 4095   | 240                 | 130            | 3985          | Tercera ronda, perdió ante Alizé Cornet              |
| 10  | 11            | Venus Williams            | 3941   | 240                 | 240            | 3941          | Cuarta ronda, perdió ante Timea Bacsinszky [30]      |
| 11  | 12            | Caroline Wozniacki        | 3915   | 0                   | 430            | 4345          | Cuartos de final, perdió ante Jeļena Ostapenko       |
| 12  | 13            | Madison Keys              | 3163   | 240                 | 70             | 2993          | Segunda ronda, perdió ante Petra Martić [Q]          |
| 13  | 14            | Kristina Mladenovic       | 2915   | 130                 | 430            | 3215          | Cuartos de final, perdió ante Timea Bacsinszky [30]  |
| 14  | 15            | Yelena Vesnina            | 2816   | 70                  | 130            | 2876          | Tercera ronda, perdió ante Carla Suárez [21]         |
| 15  | 16            | Petra Kvitová             | 2780   | 130                 | 70             | 2720          | Segunda ronda, perdió ante Bethanie Mattek-Sands [Q] |
| 16  | 17            | Anastasiya Pavliuchenkova | 2640   | 130                 | 70             | 2580          | Segunda ronda, perdió ante Verónica Cepede Royg      |
| 17  | 19            | Anastasija Sevastova      | 2165   | 70                  | 130            | 2225          | Tercera ronda, perdió ante Petra Martić [Q]          |
| 18  | 18            | Kiki Bertens              | 2395   | 780                 | 70             | 1685          | Segunda ronda, perdió ante Catherine Bellis          |
| 19  | 20            | Coco Vandeweghe           | 2082   | 70+280              | 10+1           | 1743          | Primera ronda, perdió ante Magdaléna Rybáriková [PR] |
| 20  | 21            | Barbora Strýcová          | 2050   | 130                 | 70             | 1990          | Segunda ronda, perdió ante Alizé Cornet              |
| 21  | 24            | Carla Suárez              | 1800   | 240                 | 240            | 1800          | Cuarta ronda, perdió ante Simona Halep [3]           |
| 22  | 25            | Mirjana Lučić-Baroni      | 1746   | 70                  | 10             | 1686          | Primera ronda, perdió ante Çağla Büyükakçay          |
| 23  | 22            | Samantha Stosur           | 1975   | 780                 | 240            | 1405          | Cuarta ronda, perdió ante Jeļena Ostapenko           |
| 24  | 23            | Daria Gavrilova           | 1810   | 10                  | 10             | 1810          | Primera ronda, perdió ante Elise Mertens             |
| 25  | 26            | Lauren Davis              | 1611   | 10                  | 10             | 1611          | Primera ronda, perdió ante Carina Witthöft           |
| 26  | 28            | Daria Kasatkina           | 1580   | 130                 | 130            | 1580          | Tercera ronda, perdió ante Simona Halep [3]          |
| 27  | 29            | Yulia Putintseva          | 1150   | 430                 | 130            | 1250          | Tercera ronda, perdió ante Garbiñe Muguruza [4]      |
| 28  | 27            | Caroline Garcia           | 1595   | 70                  | 430            | 1955          | Cuartos de final, perdió ante Karolína Plíšková [2]  |
| 29  | 30            | Ana Konjuh                | 1527   | 70+57               | 70+20          | 1490          | Segunda ronda, perdió ante Magda Linette             |
| 30  | 31            | Timea Bacsinszky          | 1523   | 430                 | 780            | 1873          | Semifinales, perdió ante Jeļena Ostapenko            |
| 31  | 33            | Roberta Vinci             | 1490   | 10                  | 10             | 1490          | Primera ronda, perdió ante Mónica Puig               |
| 32  | 34            | Zhang Shuai               | 1490   | 70                  | 130            | 1550          | Tercera ronda, perdió ante Svetlana Kuznetsova [8]   |

#### Bajas femeninas notables
| Clas. | Jugadora        | Puntos | Puntos por defender | Puntos ganados | Nuevos puntos | Motivo             |
| ----- | --------------- | ------ | ------------------- | -------------- | ------------- | ------------------ |
| 2     | Serena Williams | 6110   | 1300                | 0              | 4810          | Embarazo.          |
| 32    | Laura Siegemund | 1510   | 10                  | 0              | 1500          | Lesión de rodilla. |

## Cabezas de serie dobles
| Jugadores             | Jugadores              | Rank | N.º |
| --------------------- | ---------------------- | ---- | --- |
| Henri Kontinen        | John Peers             | 3    | 1   |
| Pierre-Hugues Herbert | Nicolas Mahut          | 8    | 2   |
| Bob Bryan             | Mike Bryan             | 12   | 3   |
| Łukasz Kubot          | Marcelo Melo           | 14   | 4   |
| Jamie Murray          | Bruno Soares           | 17   | 5   |
| Feliciano López       | Marc López             | 26   | 6   |
| Ivan Dodig            | Marcel Granollers      | 27   | 7   |
| Raven Klaasen         | Rajeev Ram             | 28   | 8   |
| Rohan Bopanna         | Pablo Cuevas           | 45   | 9   |
| Pablo Carreño         | Guillermo García López | 46   | 10  |
| Jean-Julien Rojer     | Horia Tecău            | 47   | 11  |
| Florin Mergea         | Aisam-ul-Haq Qureshi   | 52   | 12  |
| Fabrice Martin        | Daniel Nestor          | 53   | 13  |
| Oliver Marach         | Mate Pavić             | 66   | 14  |
| Juan Sebastián Cabal  | Robert Farah           | 72   | 15  |
| Brian Baker           | Nikola Mektić          | 73   | 16  |

| Jugadoras             | Jugadoras           | Rank | N.º |
| --------------------- | ------------------- | ---- | --- |
| Bethanie Mattek-Sands | Lucie Šafářová      | 3    | 1   |
| Yekaterina Makárova   | Yelena Vesniná      | 6    | 2   |
| Chan Yung-jan         | Martina Hingis      | 15   | 3   |
| Sania Mirza           | Yaroslava Shvédova  | 22   | 4   |
| Tímea Babos           | Andrea Hlaváčková   | 22   | 5   |
| Lucie Hradecká        | Kateřina Siniaková  | 32   | 6   |
| Julia Görges          | Barbora Strýcová    | 37   | 7   |
| Abigail Spears        | Katarina Srebotnik  | 39   | 8   |
| Gabriela Dabrowski    | Xu Yifan            | 43   | 9   |
| Raquel Atawo          | Jeļena Ostapenko    | 53   | 10  |
| Anna-Lena Grönefeld   | Květa Peschke       | 54   | 11  |
| Chan Hao-ching        | Barbora Krejčíková  | 56   | 12  |
| Kiki Bertens          | Johanna Larsson     | 58   | 13  |
| Svetlana Kuznetsova   | Kristina Mladenovic | 63   | 14  |
| Andreja Klepač        | María José Martínez | 64   | 15  |
| Christina McHale      | Monica Niculescu    | 65   | 16  |
| Darija Jurak          | Anastasia Rodionova | 70   | 17  |
| Eri Hozumi            | Miyu Kato           | 75   | 18  |

### Dobles mixto
| Jugadores          | Jugadores              | Rank | N.º |
| ------------------ | ---------------------- | ---- | --- |
| Yung-Jan Chan      | John Peers             | 11   | 1   |
| Sania Mirza        | Ivan Dodig             | 19   | 2   |
| Andrea Hlaváčková  | Édouard Roger-Vasselin | 27   | 3   |
| Katarina Srebotnik | Raven Klaasen          | 34   | 4   |
| Yaroslava Shvedova | Alexander Peya         | 39   | 5   |
| Hao-Ching Chan     | Jean-Julien Rojer      | 42   | 6   |
| Gabriela Dabrowski | Rohan Bopanna          | 42   | 7   |
| Jeļena Ostapenko   | Bruno Soares           | 43   | 8   |

## Invitados
| - Julien Benneteau - Benjamin Bonzi - Mathias Bourgue - Quentin Halys - Laurent Lokoli - Alexandre Müller - Álex de Miñaur - Tennys Sandgren | - Tessah Andrianjafitrimo - Fiona Ferro - Myrtille Georges - Amandine Hesse - Alizé Lim - Chloé Paquet - Jaimee Fourlis - Amanda Anisimova |

| - Grégoire Barrère / Albano Olivetti - Mathias Bourgue / Paul-Henri Mathieu - Kenny de Schepper / Vincent Millot - Jonathan Eysseric / Tristan Lamasine - Quentin Halys / Adrian Mannarino - Grégoire Jacq / Hugo Nys - Constant Lestienne / Corentin Moutet | - Audrey Albié / Harmony Tan - Tessah Andrianjafitrimo / Amandine Hesse - Manon Arcangioli / Alizé Lim - Fiona Ferro / Margot Yerolymos - Myrtille Georges / Chloé Paquet - Giulia Morlet / Diane Parry - Marine Partaud / Virginie Razzano |

| - Alizé Cornet / Jonathan Eysseric - Myrtille Georges / Geoffrey Blancaneaux - Jessica Moore / Matt Reid - Chloé Paquet / Benoît Paire - Pauline Parmentier / Mathias Bourgue - Virginie Razzano / Vincent Millot |

## Clasificación
| 1. Marius Copil 2. Arthur De Greef 3. Nicolás Jarry 4. Taro Daniel 5. Jozef Kovalík 6. Stefanos Tsitsipas 7. Maxime Hamou 8. Simone Bolelli 9. Santiago Giraldo 10. Marco Trungelliti 11. Teimuraz Gabashvili 12. Sergiy Stakhovsky 13. Guido Pella 14. Stefano Napolitano 15. Bjorn Fratangelo 16. Paul-Henri Mathieu | 1. Sara Errani 2. Markéta Vondroušová 3. Beatriz Haddad Maia 4. Richèl Hogenkamp 5. Ana Bogdan 6. Quirine Lemoine 7. Françoise Abanda 8. Petra Martić 9. Alison Van Uytvanck 10. Miyu Kato 11. Kateryna Kozlova 12. Bethanie Mattek-Sands |

## Campeones defensores
| Evento                      | Campeones de 2016                   | Campeones de 2017                    |
| --------------------------- | ----------------------------------- | ------------------------------------ |
| Individual masculino        | Novak Đoković                       | Rafael Nadal                         |
| Individual femenino         | Garbiñe Muguruza                    | Jeļena Ostapenko                     |
| Dobles masculino            | Feliciano López Marc López          | Ryan Harrison Michael Venus          |
| Dobles femenino             | Caroline Garcia Kristina Mladenovic | Bethanie Mattek-Sands Lucie Šafářová |
| Dobles mixto                | Martina Hingis Leander Paes         | Gabriela Dabrowski Rohan Bopanna     |
| Individual júnior masculino | Geoffrey Blancaneaux                | Alexei Popyrin                       |
| Individual júnior femenino  | Rebeka Masarova                     | Whitney Osuigwe                      |
| Dobles júnior masculino     | Yshai Oliel Patrik Rikl             | Nicola Kuhn Zsombor Piros            |
| Dobles júnior femenino      | Paula Arias Manjón Olga Danilović   | Bianca Andreescu Carson Branstine    |

## Campeones

### Sénior

#### Individuales masculino
Rafael Nadal venció a  Stan Wawrinka por 6-2, 6-3, 6-1

#### Individuales femenino
Jeļena Ostapenko venció a  Simona Halep por 4-6, 6-4, 6-3

#### Dobles masculino
Ryan Harrison /  Michael Venus vencieron a  Santiago González /  Donald Young por 7-6(5), 6-7(4), 6-3

#### Dobles femenino
Bethanie Mattek-Sands /  Lucie Šafářová vencieron a  Ashleigh Barty /  Casey Dellacqua por 6-2, 6-1

#### Dobles mixtos
Gabriela Dabrowski /  Rohan Bopanna vencieron a   Anna-Lena Grönefeld /  Robert Farah por 2-6, 6-2 [12-10]

### Júnior

#### Individuales masculino
Alexei Popyrin venció a  Nicola Kuhn por 7-6(5), 6-3

#### Individuales femenino
Whitney Osuigwe venció a  Claire Liu por 6-4, 6-7(5), 6-3

#### Dobles masculino
Nicola Kuhn /  Zsombor Piros  vencieron a  Vasil Kirkov /  Danny Thomas por 6-4, 6-4

#### Dobles femenino
Bianca Andreescu /  Carson Branstine vencieron a  Olesya Pervushina /  Anastasia Potapova por 6-1, 6-3

### Silla de ruedas

#### Individual masculino
Alfie Hewett venció a  Gustavo Fernández por 0-6, 7-6(9), 6-2

#### Individuales femenino
Yui Kamiji venció a  Sabine Ellerbrock por 7-5, 6-4

#### Dobles masculino
Stéphane Houdet /  Nicolas Peifer vencieron a  Alfie Hewett /  Gordon Reid por 6-4, 6-3

#### Dobles femenino
Marjolein Buis /  Yui Kamiji vencieron a   Jiske Griffioen /  Aniek van Koot por 6-3, 7-5

### Leyendas

#### Leyendas menores de 45 masculino
Sébastien Grosjean /  Michaël Llodra vencieron a  Paul Haarhuis /  Andriy Medvedev por 6-4, 3-6 [10-8]

#### Leyendas mayores de 45 masculino
Mansour Bahrami /  Fabrice Santoro vencieron a  Pat Cash /  Michael Chang por 7-6(3), 6-3

#### Leyendas femenino
Tracy Austin /  Kim Clijsters vencieron a  Lindsay Davenport /  Martina Navratilova por 6-3, 3-6 [10-5]